# Naha (chanson)
Pour les articles homonymes, voir Naha.
Singles de PNL
J'suis QLF
(2016) Onizuka
(2016)
Pistes de Dans la légende
DA
(01) Dans la légende
(03)
Naha est une chanson du groupe de rap français PNL, sortie le 15 septembre 2016, la veille de la sortie de l'album Dans la légende. Elle est le quatrième extrait de leur deuxième album Dans la légende. Elle devient un des principaux tubes du groupe, totalisant plus 125 millions de vues en Mars 2022. Le titre est certifié single de diamant.

## Historique
Dans la lignée de ce qui a été fait avec les autres singles, la date et l'heure de sortie du single sont annoncés à l'avance sur les réseaux sociaux.

## Paroles
Comme pour la plupart des chansons de PNL, les paroles sont marquées par une succession d'aphorismes, concentrés autour de plusieurs thèmes prédominants (ex: activité de dealer, richesse, incarcération).
Exemple :

« Les billets bleus (20 €) sont devenus violets (500 €).
 Les rouges (10 €) sont devenus verts (100 €). »

— PNL, Naha

## Classement hebdomadaires
| Classement (2016)       | Meilleure position |
| ----------------------- | ------------------ |
| France (SNEP Streaming) | 1                  |
| France (SNEP)           | 2                  |

## Certification
| Région                                                                                                 | Certification | Ventes/Streams |
| --- | ------------- | -------------- |
| France (SNEP)                                                                                          | Diamant       | 35 000 000*    |
| *Ventes selon la certification ^Mise en rayon selon la certification xNon précisé par la certification |               |                |